# 5-cm-Flak L/30 auf Kraftwagen M. 1906
Das 5-cm-Flak L/30 auf Kraftwagen M. 1906 (Rheinmetall), kurz 5-cm-Flak L/30 auf Kw. M. 1906 (Rh), war eine der ersten, mobilen und gepanzerten Flugabwehrkanonen des Deutschen Kaiserreiches und wurde 1912 entwickelt.

## Entwicklung
Schon frühzeitig erkannte Heinrich Ehrhardt, dass zur Bekämpfung von Luftzielen Sondergeschütze erforderlich waren. Diese mussten ein deutlich höheres Richtfeld und ein unbeschränktes Seitenrichtfeld besitzen, als es die damaligen Geschütze hatten. Aus diesem Zweck entwickelte er eine spezielle Lafette, welcher er als Mittelpivot bezeichnete. Weiterhin überlegte er, dass die Montage eines solchen Geschütztes auf einem Kraftwagen zur Verfolgung von Luftschiffen sinnvoll und effektiv wäre. 1912 entwickelte er einen gepanzerten Kraftwagen mit einem gepanzerten und drehbaren Geschützturm und bekam von Rheinmetall ein speziell angefertigtes Geschütz, welche als 5-cm-Flak L/30 bezeichnet wurde. Ehrhardt und Rheinmetall schufen damit eines der ersten, mobilen und gepanzerten Flugabwehrgeschütze mit der offiziellen Bezeichnung 5-cm-Flak L/30 auf Kraftwagen M. 1906.

## Technische Beschreibung

### 5-cm-Flak L/30 auf Kw. M. 1906 (Rh)
Die 5-cm-Flak L/30 befand sich auf einem Pivotbock, welcher in der auf dem Rahmen des Kraftfahrzeugs montiert war. Dieser Pivotbock nahm das Geschützrohr mittels zweier Lager auf, welche drehbar gelagert waren. Am Pivotbock befand sich ein verstellbarer Sitz für den Richtkanonier. Dieser konnte sich, aufgrund des geringen Platzes, auf der linken an ein mit Gummi gepolstertes Lagerstück lehnen und das Geschütz ausrichten. An der Schulterstütze befand sich eine Visiervorrichtung aus Kimme und Korn, einem Aufsatzgehäuse und einem Richtbogenaufsatz. Zum Richten nach oben verfügte der Geschützturm über eine bewegliche Schartenblende. Im Turm konnte das Geschütz zu jeder Seite um bis zu 30 Winkelgrad gedreht werden.
In der Höhe konnte das Geschütz zwischen −5 Winkelgrad und +70 Winkelgrad erreichen. Das Geschützrohr verfügte über einen Schubkurbelverschluss. Nach dem Feuern glitt das Geschützrohr mithilfe eines Federvorholer wieder in die Ausgangsposition zurück. Damit sich das Geschütz während der Fahrt nicht unkontrolliert nach rechts oder links drehen konnte, wurde es mit einer Klemmspindel arretiert. Um den Kraftwagen beim Feuern nicht unkontrolliert herumwackeln zu lassen, konnten unter dem Fahrzeug vier Spindelstützen ausgefahren werden. Die verwendete Munition bestand aus 5 cm Brisanz-Schrapnellpatronen mit einem Gewicht von 2,4 kg. Diese waren mit 92 Kugeln und 80 g Sprengstoff gefüllt. Die maximale Reichweite betrug 7,8 km. Weiterhin konnten Granatpatronen mit einem Gewicht von 1,5 kg und 170 g Sprengstoff verschossen werden. Die Schrapnellgranaten verließen das Geschützrohr mit einer Mündungsgeschwindigkeit von 450 m/s, die normalen Granaten mit 572 m/s.
Die 5-cm-Flak L/30 war ein Rohrrücklaufgeschütz und wurde in einer Mittelpivotlafette auf einem gepanzerten Kraftwagen montiert. Das Kraftfahrzeug verfügte über einen 60-PS starken Motor und konnte damit Steigungen von bis zu 22 Winkelgrad überwinden. Die Höchstgeschwindigkeit betrug bis zu 45 km/h. Die Räder wurden mit Vollgummireifen bezogen. Das Fahrzeug wurde über die Hinterräder angetrieben. Motor und Getriebe wurden mithilfe eines Panzerbleches vor gegnerischen Beschuss geschützt. Zusätzlich wurde der restliche Teil des Fahrzeugs mit einer 3 mm dicke Schicht aus Nickelstahl-Panzerblech gepanzert. Sämtliche Luken, Türen und Öffnungen konnten mit Panzerblechen verschlossen werden. Um bei freier Fahrt eine besser Übersicht zu haben, konnte das Panzerblech vor der Windschutzscheibe abgeklappt werden. Als Munitionsvorrat konnten 100 Granaten im Fahrzeug mitgeführt werden. Das Gewicht des Fahrzeuges mit Geschütz und Munition betrug 3,10 t. Nur der Geschützturm wog 950 kg.

### 5-cm-Flak L/30 auf halbgepanzerten Kw. (Rh)
Neben dem vollgepanzerten Kraftwagen stellte Rheinmetall auch einen halbgepanzerten Kraftwagen mit der 5-cm-Flak L/30 her. Dabei waren die Mannschaft und das Geschütz nur zur Hälfte geschützt. Durch die fehlende Vollpanzerung war das Fahrzeug 300 kg leichter und erreichte eine Höchstgeschwindigkeit von bis zu 60 km/h. Da auch die obere Panzerung wegfiel, konnte hier das Geschütz um 360 Winkelgrad seitlich gedreht werden.

## Einsatz
Zu einem wirklichen Einsatz kam die 5-cm-Flak L/30 auf Kraftwagen M. 1906 allerdings nie. Noch vor dem Ersten Weltkrieg änderten sich die Bedingungen und die Art der Luftziele deutlich. Die schnelle Entwicklung und Einführung von Flugzeugen machten den schweren Panzerschutz überflüssig. Auch war das seitliche Richtfeld von nur 30 Winkelgrad zu jeder Seite zu gering, um schnelle Luftfahrzeuge seitlich verfolgen zu können.